# 补郎苗族乡
补郎苗族乡是中华人民共和国贵州省安顺市普定县下辖的一个民族乡。

## 行政区划
补郎苗族乡下辖以下村级行政区划单位：
补郎村、大田村、龙昌村、羊地村、本杰村、大陇村、火田村、木浪村、猛戛村、等堆村、下坝村、赶坝村、翁卡村、上寨村、干河村和石阶村。